# 坎市溪
坎市溪位于中华人民共和国福建省龙岩市永定区北部，是永定河右岸支流，发源于永定虎岗镇笔架山，蜿蜒东南流经虎岗镇水口楼、麻公庙、高陂镇上洋村、水尾村、坎市镇、新罗村，最后于洽溪村注入永定河。河长35千米，流域面积265平方千米。